# 走私地道
走私地道，泛指設置於兩國邊界地底，用作偷渡或走私的秘密通道。

## 例子

### 德國柏林
東西德分治期間，柏林圍牆下挖掘了70多條隧道被用來在西柏林和東柏林之間偷渡人口。

### 美墨邊境

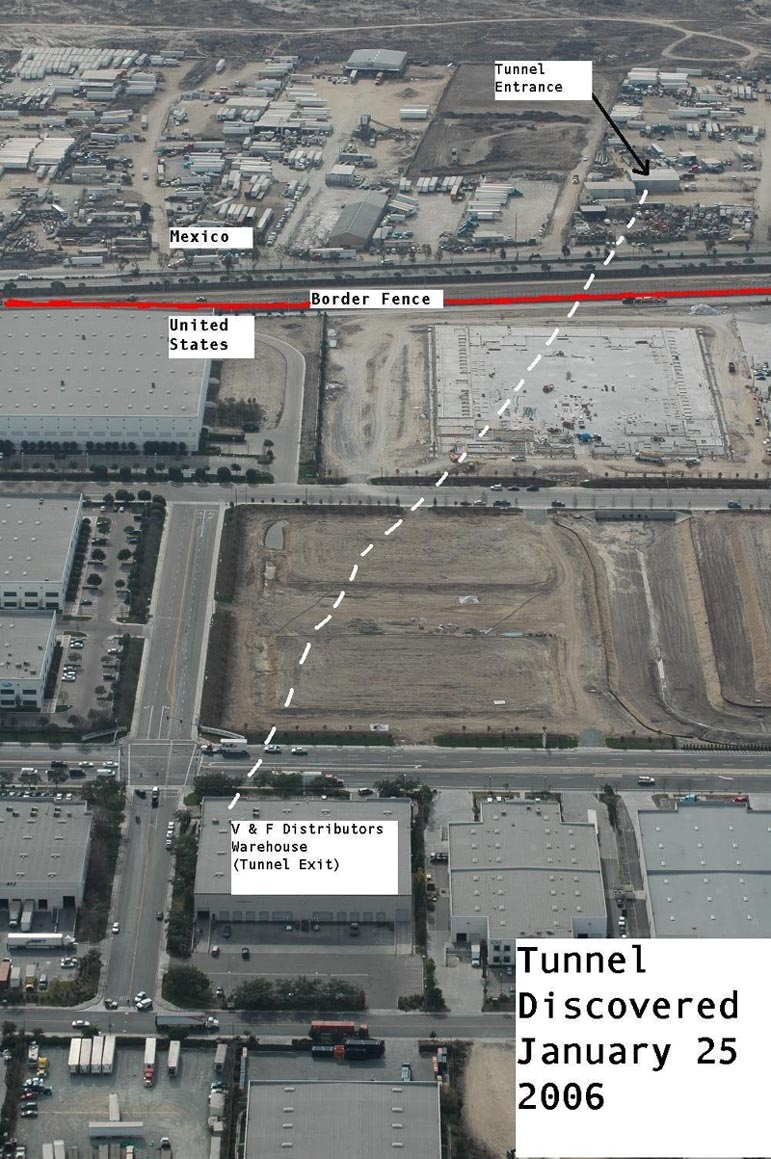
美墨邊境下的錫那羅亞販毒集團毒品隧道路線

1990財政年度以來，截至2015年9月30日，美國在其與墨西哥的邊界已發現183條非法的跨國隧道。它們大多用作走私毒品及偷渡。比較具規模的地道包括：
- 2006年1月25日，美國緝毒局、美國移民及海關執法局、美國邊境巡邏隊聯合工作小組在美墨邊境發現了一條隧道。這條2,400英尺（730）長的隧道從蒂華納機場附近的一個倉庫延伸到聖地牙哥的倉庫。被發現時，裡面空無一人，但裡面確實藏有2短噸（1,800）的大麻。地板是水泥做的，牆壁是裸露的黏土，一側排列著燈光，通風系統保持新鮮空氣流通，排水系統去除滲透的地下水。當局都不清楚該隧道已經運行多久了。
- 2010年11月26日，發現了一條2,600英尺（790）長的隧道，將墨西哥的蒂華納與加州聖地牙哥的奧泰梅薩（英语：Otay Mesa, San Diego）連接起來[2]。同月又發現了另一條隧道。兩條隧道均由聖地牙哥特遣隊發現，據信是墨西哥錫那羅亞販毒集團所為。兩次共發現並沒收了超過40短噸（36,000）大麻。

### 南北韓邊境
截至1990年，南韓當局在非軍事區發現了多達4條連接北韓和南韓的隧道。據信，這些隧道被規劃為軍事入侵路線或促進情報行動，而不是走私受管制物品。相傳，一共有多達20條隧道跨越邊境，但除了4條已知隧道外，兩國政府均未承認此發現或存在。